# Pseudodeltaspis carolinae
Pseudodeltaspis carolinae är en skalbaggsart som beskrevs av Audureau 2008. Pseudodeltaspis carolinae ingår i släktet Pseudodeltaspis och familjen långhorningar.
Artens utbredningsområde är Nicaragua. Inga underarter finns listade i Catalogue of Life.